# Santa Cruz (Occidental Mindoro)
Santa Cruz is een gemeente in de Filipijnse provincie Occidental Mindoro op het eiland Mindoro. Bij de laatste census in 2007 had de gemeente ruim 30 duizend inwoners.

## Geografie

### Bestuurlijke indeling
Santa Cruz is onderverdeeld in de volgende 11 barangays:
| - Alacaak - Barahan - Casague - Dayap - Kurtinganan - Lumangbayan | - Mulawin - Pinagturilan - Poblacion I - Poblacion II - San Vicente |

## Demografie
Santa Cruz had bij de census van 2007 een inwoneraantal van 30.402 mensen. Dit zijn 3.515 mensen (13,1%) meer dan bij de vorige census van 2000. De gemiddelde jaarlijkse groei komt daarmee uit op 1,71%, hetgeen lager is dan het landelijk jaarlijks gemiddelde over deze periode (2,04%). Vergeleken met de census van 1995 is het aantal mensen met 8.491 (38,8%) toegenomen.

De bevolkingsdichtheid van Santa Cruz was ten tijde van de laatste census, met 30.402 inwoners op 681,4 km², 44,6 mensen per km².